# Dagbladet Ringsted
Dagbladet Ringsted er en dansk lokalavis, der blev grundlagt i 1871 som Ringsted Folketidende. Oplaget var i 2. halvår 2008 på 6.404.
Grundlæggeren var Venstre-politikeren P.Chr. Zahle. Avisen blev hurtigt ledende i lokalområdet og gik i 1962 sammen med Roskilde Dagblad og Østsjællands Folkeblad. Ved samme lejlighed skiftede bladene navn til Dagbladet efterfulgt af bynavnene Ringsted, Roskilde og Køge. Aviserne delte en del af stoffet, men beholdt deres lokale udgaver i de tre byer. I 1992 overtog aviserne Frederiksborg Amts Avis, og i 2008 fusionerede Dagbladet/Frederiksborg Amts Avis' udgiverselskab med Sjællandske til Sjællandske Medier.
Dagbladet Ringsted har redaktioner i Ringsted, Sorø og Haslev.